# Спайсер, Шон

Шон Майкл Спайсер (англ. Sean Michael Spicer; род. 23 сентября 1971, Баррингтон, Род-Айленд, США) — американский политический стратег ирландского происхождения. Являясь военнослужащим резерва Военно-морских сил США в звании коммандера, состоит в объединенном комитете начальников штабов контингента резерва ВМС США в Вашингтоне (округ Колумбия). С 20 января 2017 года и до 21 июля 2017 года пресс-секретарь Белого дома в администрации 45-го Президента США Дональда Трампа. В течение менее двух месяцев занимал также пост директора по коммуникациям в Белом доме.

## Биография
Шон Спайсер родился в семье страхового агента Майкла Вильяма Спайсера и заведующей учебно-методического отдела факультета восточно-азиатских исследований Брауновского университета Кэтрин Спайсер (в девичестве — Гроссман).
Спайсер посещал Portsmouth Abbey School c 1985 по 1989 год. Затем обучался в Коннектикутском колледже, где изучал политологию и в 1994 году получил степень бакалавра в сфере государственного управления.
Позже поступил в Военно-морской колледж в Ньюпорте, который закончил в 2012 году с дипломом магистра в сфере национальной безопасности и стратегических исследований.
В 1999 году Спайсер вышел в резерв ВМС США в должности офицера по связям с общественностью, в настоящее время имеет звание коммандера (капитана второго ранга). По состоянию на декабрь 2016 года он состоял в объединенном комитете начальников штабов контингента резерва ВМС США в Вашингтоне (округ Колумбия).
В конце 1990-х годов Спайсер в разное время работал с конгрессменами от штата Нью-Джерси Майком Папасом и Франком ЛоБиондо, конгрессменами от штата Флорида Марком Фоли и Клэем Шо.
С 2000 по 2001 год Спайсер занимал должность директора по коммуникациям Комитета по надзору и контролю за правительственной реформой Палаты представителей Конгресса США. C 2001 по 2002 год трудился директором по закреплению кадров в Национальном республиканском избирательном комитете.
С 2003 по 2005 годы Спайсер являлся директором по коммуникациям и пресс-секретарем Комитета по бюджету Палаты представителей Конгресса США. Позже был директором по коммуникациям Республиканской конференции Палаты представителей. Впоследствии с 2006 по 2009 год занимал пост помощника торгового представителя США по СМИ и связям с общественностью в администрации Джорджа Буша-младшего.
С 2009 по 2011 год Спайсер — сооснователь и партнер в Endeavor Global Strategies — PR-компании, занимающейся представлением интересов иностранных правительств и бизнес-корпораций в правительстве США. Фирма Спайсера лоббировала интересы правительства Колумбии в рамках заключения соглашения о свободной торговли с правительством США на фоне публичной критики, касающейся соблюдением прав человека в этой стране.
В феврале 2011 года Спайсера назначили директором по связям с общественностью в Национальном комитете Республиканской партии, а с февраля 2015 года он стал исполнять ещё и функции главного специалиста по вопросам стратегии. В этом качестве Спайсер работал с главой Национального комитета Райнсом Прибусом, который назначен главой аппарата Белого дома в администрации Трампа.
22 декабря 2016 года избранный президент США Дональд Трамп назначил Шона Спайсера пресс-секретарем Белого дома. 24 декабря 2016 года был также номинирован на пост директора по коммуникациям после отказа от этой позиции Джейсона Миллера, однако с момента официального вступления пробыл на этой должности менее двух месяцев.
21 июля во время брифинга подал в отставку
Таким образом, как пишет The NYT, он выразил свой протест Дональду Трампу в связи с назначением финансиста Энтони Скарамуччи на должность директора Белого дома по связям с общественностью

## Личная жизнь
13 ноября 2004 года Спайсер женился на Ребекке Клэр Миллер, которая работала заместителем директора по связям с общественностью в администрации Джорджа Буша-младшего. В настоящее время Ребекка занимает пост директора по коммуникациям Национальной ассоциации дистрибьюторов пива (NBWA).
Пара живёт в Александрии, штат Вирджиния. У пары двое детей.

## Критика
Спайсера широко раскритиковали за его заявление от 11 апреля 2017 года, в котором он утверждал, что Гитлер не использовал химическое оружие, как Башар Асад. Журналисты напомнили ему о газовых камерах нацистской Германии. Позже он попытался оправдаться, сказав, что имел в виду «Гитлер не использовал химическое оружие против жителей своей страны», что также было ложью, поскольку гражданами Германии были не только погибшие евреи, но также и систематически уничтожавшиеся инвалиды, гомосексуалы и католики.